# Laredo (Texas)
Laredo város Texas állam déli részén, az Egyesült Államokban. Houstontól kb. 500 km-re délnyugatra, a mexikói határnál fekszik, a Rio Grande folyó mellett. Lakossága 245 ezer fő volt 2012-ben.
A települést a spanyolok alapították 1755-ben, később, 1846-ban a Texas Rangerek foglalták el, majd az 1846-1848-as mexikói háború után Texas része lett. Mexikói jellegét a mai napig megőrizte.
1840. január 12-én Jesús de Cárdenas földbirtokos és társai vezetésével kikiáltották egy város melletti településen a Rio Grande-i Köztársaságot. A köztársaság emlékét ma egyebek mellett múzeum őrzi a városban, sőt a város lobogója azonos a néhai állam zászlajával.
A város gazdaságilag kötődik a testvérvárosához, a határ másik oldalán fekvő Nuevo Laredóhoz, a két várost a Rio Grande fölött épített több híd köti össze.
Laredo fő bevételi forrása a külkereskedelem és a turizmus. A környéken állatokat tenyésztenek, kőolajat és földgázt termelnek ki.

## Fordítás
- Ez a szócikk részben vagy egészben  a   Laredo, Texas című angol Wikipédia-szócikk fordításán alapul.  Az eredeti cikk szerkesztőit annak laptörténete sorolja fel. Ez a jelzés csupán a megfogalmazás eredetét és a szerzői jogokat jelzi, nem szolgál a cikkben szereplő információk forrásmegjelöléseként.